# Championnat d'Andorre de football 2020-2021
Navigation
Saison 2019-2020 Saison 2021-2022
La saison 2020-2021 de Primera Divisió ou Lliga Multisegur Assegurances est la vingt-sixième édition du championnat andorran de football. Le plus haut niveau du football andorran organisé par la Fédération d'Andorre de football.
La première phase du championnat se déroule en une série de matches aller-retour. La deuxième phase du championnat oppose les quatre premiers dans une phase de play-off pour se disputer la victoire finale, et, les quatre derniers pour éviter la relégation.
À l'issue de la saison, le champion se qualifie pour le tour préliminaire de la Ligue des champions 2021-2022. Le vainqueur de la Coupe de la Constitution et le deuxième se qualifient pour le premier tour de qualification de la Ligue Europa Conférence 2021-2022.
La saison devait être programmée du 25 octobre 2020 à mai 2021. En raison de la pandémie de Covid-19 en Andorre, le début de la saison est retardé. La saison commence finalement le 29 novembre 2020.
L'Inter Club d'Escaldes remporte le championnat lors de l'avant-dernière journée.

## Équipes participantes
À l'issue de la saison 2019-2020, le FC Ordino est relégué en Segona Divisió 2020-2021 et est remplacé par la Penya Encarnada.
Légende des couleurs
- Tour préliminaire de la Ligue des champions 2020-2021
- Tour préliminaire de la Ligue Europa 2020-2021
- Promu de Segona Divisió 2019-2020

| Club                    | Classement 2019-2020 |
| ----------------------- | -------------------- |
| Inter Club d'Escaldes   | 1er                  |
| FC Santa Coloma         | 2e                   |
| UE Engordany            | 3e                   |
| UE Sant Julià           | 4e                   |
| UE Santa Coloma         | 5e                   |
| Atlètic Club d'Escaldes | 6e                   |
| CE Carroi               | 7e                   |
| Penya Encarnada         | 1er (D2)             |

## Compétition

### Format
Pour la première phase, chacune des huit équipes participant au championnat s'affronte à deux reprises pour un total de quatorze matchs chacune. Tous les matchs sont joués au Centre d'Entraînement de la FAF 1.
Pour la deuxième phase, les quatre premiers participent à une phase de play-off pour se disputer la victoire finale, et, les quatre derniers pour éviter la relégation. L’équipe terminant huitième est directement reléguée en deuxième division tandis que l’équipe terminant à la septième place joue un match de barrage promotion-relégation contre le second de deuxième division.

### Phase 1

#### Classement
Le classement est établi sur le barème de points classique (victoire à 3 points, match nul à 1, défaite à 0). Pour départager les égalités, on tient d'abord compte des confrontations directes (résultats, puis différence de buts, puis nombre de buts marqués), ensuite, si l'égalité persiste, on prend en compte la différence de buts générale, puis du nombre de buts marqués, puis  et enfin si la qualification ou la relégation est en jeu, les deux équipes jouent une rencontre d'appui sur terrain neutre.
| Rang | Équipe                  | Pts | J  | G | N | P  | Bp | Bc | Diff |
| ---- | ----------------------- | --- | -- | - | - | -- | -- | -- | ---- |
| 1    | Inter Club d'Escaldes T | 26  | 14 | 7 | 5 | 2  | 22 | 7  | +15  |
| 2    | FC Santa Coloma         | 24  | 14 | 6 | 6 | 2  | 22 | 13 | +9   |
| 3    | UE Sant Julià           | 24  | 14 | 7 | 3 | 4  | 27 | 20 | +7   |
| 4    | Atlètic Club d'Escaldes | 23  | 14 | 6 | 5 | 3  | 25 | 12 | +13  |
| 5    | UE Engordany            | 22  | 14 | 5 | 7 | 2  | 25 | 16 | +9   |
| 6    | UE Santa Coloma         | 20  | 14 | 6 | 2 | 6  | 19 | 15 | +4   |
| 7    | Penya Encarnada P       | 7   | 14 | 2 | 1 | 11 | 10 | 47 | -37  |
| 8    | CE Carroi               | 7   | 14 | 2 | 1 | 11 | 8  | 28 | -20  |

Légende
- Qualification pour la poule pour le titre
- Qualification pour la poule de relégation

Abréviations
- T : Tenant du titre
- P : Promu de Segona Divisió

#### Domicile et extérieur
| Rang | Équipe                  | Pts | J | G | N | P | Bp | Bc | Diff |
| ---- | ----------------------- | --- | - | - | - | - | -- | -- | ---- |
| 1    | Inter Club d'Escaldes T | 13  | 7 | 3 | 4 | 0 | 12 | 2  | +10  |
| 2    | UE Sant Julià           | 13  | 7 | 4 | 1 | 2 | 15 | 10 | +5   |
| 3    | UE Engordany            | 12  | 7 | 3 | 3 | 1 | 14 | 6  | +8   |
| 4    | UE Santa Coloma         | 12  | 7 | 4 | 0 | 3 | 13 | 7  | +6   |
| 5    | Atlètic Club d'Escaldes | 12  | 7 | 3 | 3 | 1 | 11 | 8  | +3   |
| 6    | FC Santa Coloma         | 9   | 7 | 2 | 3 | 2 | 10 | 9  | +1   |
| 7    | Penya Encarnada P       | 4   | 7 | 1 | 1 | 5 | 5  | 17 | -12  |
| 8    | CE Carroi               | 3   | 7 | 1 | 0 | 6 | 3  | 16 | -13  |

| Rang | Équipe                  | Pts | J | G | N | P | Bp | Bc | Diff |
| ---- | ----------------------- | --- | - | - | - | - | -- | -- | ---- |
| 1    | FC Santa Coloma         | 15  | 7 | 4 | 3 | 0 | 12 | 4  | +8   |
| 2    | Inter Club d'Escaldes T | 13  | 7 | 4 | 1 | 2 | 10 | 5  | +5   |
| 3    | Atlètic Club d'Escaldes | 11  | 7 | 3 | 2 | 2 | 14 | 4  | +10  |
| 4    | UE Sant Julià           | 11  | 7 | 3 | 2 | 2 | 12 | 10 | +2   |
| 5    | UE Engordany            | 10  | 7 | 2 | 4 | 1 | 11 | 10 | +1   |
| 6    | UE Santa Coloma         | 8   | 7 | 2 | 2 | 3 | 6  | 8  | -2   |
| 7    | CE Carroi               | 4   | 7 | 1 | 1 | 5 | 5  | 12 | -7   |
| 8    | Penya Encarnada P       | 3   | 7 | 1 | 0 | 6 | 5  | 30 | -25  |

#### Résultats
| Résultats (▼dom., ►ext.)                                   | ATL | CAR | ENG | INT | PEN | SJU | SFC | SUE |
| Atlètic Club d'Escaldes                                    |     | 2-1 | 3-3 | 2-1 | 3-0 | 1-1 | 0-2 | 0-0 |
| CE Carroi                                                  | 0-2 |     | 0-2 | 2-0 | 0-3 | 0-3 | 0-3 | 1-3 |
| UE Engordany                                               | 1-1 | 1-1 |     | 0-2 | 5-0 | 3-0 | 2-2 | 2-0 |
| Inter Club d'Escaldes                                      | 0-0 | 2-0 | 0-0 |     | 6-0 | 3-1 | 1-1 | 0-0 |
| Penya Encarnada                                            | 0-8 | 3-0 | 1-1 | 0-1 |     | 0-3 | 0-2 | 1-2 |
| UE Sant Julià                                              | 2-1 | 2-1 | 1-2 | 0-2 | 6-2 |     | 1-1 | 3-1 |
| FC Santa Coloma                                            | 0-2 | 1-2 | 2-2 | 1-1 | 3-0 | 2-2 |     | 1-0 |
| UE Santa Coloma                                            | 1-0 | 1-0 | 3-1 | 0-3 | 7-0 | 1-2 | 0-1 |     |
| - Victoire à domicile - Match nul - Victoire à l'extérieur |     |     |     |     |     |     |     |     |

### Phase 2

#### Poule pour le titre
| Rang | Équipe                  | Pts | J  | G  | N | P | Bp | Bc | Diff |  | Résultats (▼ dom., ► ext.) | INT | SJU | SFC | ATL |
| ---- | ----------------------- | --- | -- | -- | - | - | -- | -- | ---- |  | -------------------------- | --- | --- | --- | --- |
| 1    | Inter Club d'Escaldes T | 39  | 20 | 11 | 6 | 3 | 34 | 11 | +23  |  | Inter Club d'Escaldes T    |     | 1-0 | 1-1 | 4-0 |
| 2    | UE Sant Julià C         | 34  | 20 | 10 | 4 | 6 | 33 | 24 | +9   |  | UE Sant Julià C            | 1-0 |     | 2-0 | 2-2 |
| 3    | FC Santa Coloma         | 32  | 20 | 8  | 8 | 4 | 28 | 19 | +9   |  | FC Santa Coloma            | 1-2 | 1-0 |     | 0-0 |
| 4    | Atlètic Club d'Escaldes | 25  | 20 | 6  | 7 | 7 | 29 | 26 | +3   |  | Atlètic Club d'Escaldes    | 1-4 | 0-1 | 1-3 |     |

Légende
- Qualification pour le tour préliminaire de la Ligue des champions 2021-2022
- Qualification pour le premier tour de qualification de la Ligue Europa Conférence 2021-2022

#### Poule de relégation
| Rang | Équipe            | Pts | J  | G | N | P  | Bp | Bc | Diff |  | Résultats (▼ dom., ► ext.) | SUE | ENG | CAR | PEN |
| ---- | ----------------- | --- | -- | - | - | -- | -- | -- | ---- |  | -------------------------- | --- | --- | --- | --- |
| 5    | UE Engordany      | 33  | 20 | 8 | 9 | 3  | 43 | 30 | +13  |  | UE Engordany               | 2-5 |     | 1-1 | 4-3 |
| 6    | UE Santa Coloma   | 30  | 20 | 9 | 3 | 8  | 44 | 27 | +17  |  | UE Santa Coloma            |     | 4-6 | 1-1 | 9-0 |
| 7    | CE Carroi         | 19  | 20 | 5 | 4 | 11 | 20 | 34 | -14  |  | CE Carroi                  | 3-2 | 1-1 |     | 3-0 |
| 8    | Penya Encarnada P | 7   | 20 | 2 | 1 | 17 | 14 | 74 | -60  |  | Penya Encarnada P          | 0-4 | 0-4 | 1-3 |     |

Légende
- Qualification pour le barrage de promotion-relégation
- Relégation en Segona Divisió

### Barrage de promotion-relégation
À la fin de la saison, l'avant-dernier de Primera Divisió affronte la deuxième meilleure équipe de Segona Divisió pour tenter de se maintenir. 
| Équipe 1                  | Résultat | Équipe 2       | Aller | Retour |
| ------------------------- | -------- | -------------- | ----- | ------ |
| Deportivo La Massana (D2) | 1 - 5    | CE Carroi (D1) | 0 - 2 | 1 - 3  |

Légende des couleurs
- Le club se maintient en première division.
- Promotion en première division.
- Le club reste en deuxième division.
- Relégation en deuxième division.

Le CE Carroi et le Deportivo La Massana restent dans leurs divisions respectives.

## Bilan de la saison
| Championnat d'Andorre de football 2020-2021                   |                                  |
| Champion                                                      | Inter Club d'Escaldes (2e titre) |
| Coupes et trophées                                            |                                  |
| Vainqueur de la Coupe d'Andorre 2020-2021                     | UE Sant Julià                    |
| Qualifications continentales                                  |                                  |
| Ligue des champions 2021-2022 (Tour préliminaire)             | Inter Club d'Escaldes            |
| Ligue Europa Conférence 2021-2022 (1er tour de qualification) | UE Sant Julià                    |
| Ligue Europa Conférence 2021-2022 (1er tour de qualification) | FC Santa Coloma                  |
| Promotions et relégations                                     |                                  |
| Promus en Primera Divisió                                     | FC Ordino                        |
| Relégués en Segona Divisió                                    | Penya Encarnada                  |